# Fase oscura
La fase oscura, biosintética o asimilatoria de la fotosíntesis es un conjunto de reacciones  que  ocurre en la  noche y en el día, que convierten el dióxido de carbono y otros compuestos en glucosa. Estas reacciones, a diferencia de las reacciones lumínicas (fase luminosa o fase clara), no  es requerida la luz para producirse, de ahí el nombre de reacciones oscuras. Estas reacciones toman los productos de la fase luminosa (principalmente el ATP y NADPH) y realizan más procesos químicos sobre ellos. Las reacciones oscuras son dos: la fijación del carbono y el Ciclo de Calvin.

## Fijación del carbono
Actualmente se ha descubierto que ambas fases de la fotosíntesis necesitan energía luminosa para llevar a cabo sus funciones. La fase oscura o fase de fijación o asimilación del carbono no puede realizarse sin energía solar, debido a que está regulada por ella indirectamente, dado que algunas enzimas implicadas en el proceso de asimilación del carbono son dependientes de la luz, y no se produce el proceso en ausencia de ella. Esta segunda fase también es dependiente de la temperatura y más lenta. La fijación del carbono es el primer paso de las reacciones oscuras. El carbono proveniente del CO2 es "fijado" dentro de un gran carbohidrato. Tres pueden ser los caminos (procesos) que existen para que este tipo de reacción ocurra: Fijación del carbono C3 (la más común entre estas), fijación del carbono C4, y CAM.
- Las plantas C3 fijan directamente CO2 en el ciclo de Calvin, sin que se produzcan fijaciones previas; la enzima RuBisCO cataliza la reacción entre la ribulosa-1,5-bisfosfato (una pentosa, es decir, un monosacárido de 5C) con el CO2, para crear una molécula de seis carbonos, que es inestable y se separará en dos moléculas de fosfoglicerato, cada una de las cuales tiene tres átomos de carbono.

- En las plantas C4, el dióxido de carbono, en vez de ingresar inmediatamente al ciclo de Calvin, reacciona con el fosfoenolpiruvato por acción de la enzima fosfoenolpiruvato carboxilasa originando oxalacetato, que es convertido posteriormente en malato, moléculas de 4 carbonos. El malato es llevado a las células, donde es descarboxilado, produciendo el CO2 necesario para el ciclo de Calvin, además de piruvato.

- Las plantas CAM realizan un proceso ; se da en las crasuláceas que, como adaptación a ambientes desérticos, estas plantas cierran sus estomas de día y por tanto no podría captar CO2 para realizar la fotosíntesis; lo absorben por la noche, cuando los estomas se abren y lo incorporan, como en las plantas C4 al fosfoenolpiruvato que acaba transformándose en malato. El malato suministra, durante el día, el CO2 necesario para el ciclo de Calvin.

## Ciclo de Calvin
El ciclo de Calvin es el proceso mediante el cual el dióxido de carbono se incorpora a la ribulosa 1,5-bisfosfato que acaba rindiendo una molécula neta de glucosa, que la planta usa como energía (respiración mitocondrial) y como fuente de carbono, y de la cual depende la mayor parte de la vida en la Tierra. Esta es la segunda fase de la fotosíntesis, donde se almacena la energía en moléculas orgánicas como la glucosa. Las reacciones del Ciclo de Calvin también se conocen como reacciones independientes de la luz.